# Oswald Seitter
Oswald Seitter (* 10. Juli 1936 in Kleinaspach, heute Aspach, Rems-Murr-Kreis; † 12. Februar 2010) war ein deutscher Jurist und Justitiar. Er war von 1984 bis 1996 Präsident der Synode der Evangelischen Landeskirche in Württemberg.

## Leben und Beruf
Seitter studierte nach der Schule Rechtswissenschaften. Am Ende seines Studiums promovierte er zum Dr. jur. und war dann als Rechtsanwalt und Justitiar tätig. Einer seiner Schwerpunkte war das Gaststättenrecht, zu dem er 1979 ein Buch veröffentlichte.

## Kirchliches Engagement
Schon in jungen Jahren war Seitter ehrenamtlicher Mitarbeiter in der örtlichen Kirchengemeinde. Er war Jungscharleiter, Mitglied im örtlichen CVJM-Vorstand und Bezirksleiter des Evangelischen Jugendwerks. 1971 bis 1990 war er stellvertretender Vorsitzender der Ludwig-Hofacker-Kreises. Ferner war er im Landesbrüderrat der Altpietistischen Gemeinschaft und bei der Liebenzeller Mission tätig. Daneben engagierte er sich beim Weißen Kreuz, bei der Paulinenpflege Winnenden und im Verband Schwäbischer Feierabendheime.
1966 wurde Seitter erstmals in die Synode der Evangelischen Landeskirche in Württemberg gewählt, der er bis 1995 angehört. Die 7. Landessynode wählte ihn 1966 zum Schriftführer. In der 8. und 9. Landessynode gehörte er dem Ständigen Ausschuss der Landessynode an und war auch stellvertretender Vorsitzender zweier weiterer Ausschüsse. Die 10. Landessynode wählte Seitter 1984 zu ihrem Präsidenten und damit zum Nachfolger von Martin Holland. Auch in der 11. Landessynode 1990 wurde Seitter in seinem Präsidentenamt bestätigt. Am Ende der Legislaturperiode verzichtete Seitter jedoch auf eine weitere Kandidatur. Seine Nachfolgerin wurde 1996 Dorothee Jetter. Ab 1969 gehörte Seitter auch mehrere Jahre der Synode der Evangelischen Kirche in Deutschland an. Er starb vollkommen überraschend am 12. Februar 2010.